# Гресск (метеорит)
Метеорит Гресск — самый большой из найденных в Европе индивидуальный железный метеорит (вес 303 кг), гексаэдрит типа Iron IIA-H.

## История
Предположительно, в 1954 году был вывернут плугом на поле вблизи деревни Пуково Гресского района (ныне деревня Комсомольская (Минская область), Республика Беларусь) и какое-то время лежал на поле. В 1955 году два местных жителя обратили внимание на то, что камень состоит из железа и сдали его в качестве металлолома. Там метеорит был замечен директором МТС Лопуховым В. С., который сообщил о нём в Академию наук БССР.
Перед сдачей на металлолом, метеорит был очищен от ржавчины. Первоначальная толщина окислов и отсутствие у местного населения сведений о падении метеорита позволяют утверждать, что метеорит Гресск упал за сотни лет до своего обнаружения.

## Характеристики
Представляет собой массивную (около 300 килограммов) плиту длиной до 92 сантиметров и шириной до 54 сантиметров, с приподнятыми и утолщёнными краями (толщина меняется от 23 сантиметров по краям до 13 сантиметров в середине). Нижняя поверхность метеорита относительно гладкая и немного выпуклая, а верхняя — совсем неровная, с большими углублениями, разделёнными резко выделяющимися угловатыми выступами.
Метеорит на 94 % состоит из железа и на 6 % из никеля. Имеется незначительная примесь кобальта. Результат травления кислотой полированной поверхности образца позволил Кринову Е. Л. отнести метеорит к гексаэдритам ввиду проявления неймановых линий.